# Método axiomático
El método axiomático, a veces llamado método geométrico, es un método para reorganizar las proposiciones y conceptos aceptados de una ciencia existente para incrementar la certeza de esas proposiciones y la claridad de esos conceptos. 
Se pensaba que las aplicaciones de ese método requerían la identificación de
- El «universo del discurso» (dominio, género) de entidades constitutivas del objeto de estudio principal de esa ciencia
- Los «conceptos primitivos» que pueden aprehenderse inmediatamente sin el uso de definiciones
- Las «proposiciones primitivas» (o «axiomas») cuya verdad es inmediatamente cognoscible, sin el uso de deducciones
- Una «definición primitiva» inmediatamente aceptable en términos de conceptos primitivos para cada concepto no primitivo, y
- Una deducción (construida encadenando inferencias inmediatas, lógicamente cogentes, a partir en última instancia de proposiciones y definiciones primitivas) para cada proposición aceptada no primitiva.

Los proponentes destacados de versiones más o menos modernizadas del método axiomático, por ejemplo, Blaise Pascal, Jean-Nicod y Alfred Tarski subrayan la función crítica y reguladora del método axiomático, que abre explícitamente la posibilidad de que la axiomatización de una ciencia existente, preaxiomática, lleve a rechazar o modificar proposiciones, conceptos y argumentaciones previamente aceptados. 
En varios casos, los intentos de realizar el ideal de una ciencia axiomática han llevado al descubrimiento de «premisas ocultas» y de otros presupuestos previamente inadvertidos, dando lugar a su vez al reconocimiento de la necesidad de nuevos axiomas.
Las axiomatizaciones modernas de la geometría son mucho más ricas en detalles que las producidas en la Antigua Grecia. El primer texto axiomático que se ha conservado está basado en una axiomatización de la geometría debida a Euclides (fl. 300 a. C.), basada a su vez en textos anteriores que no se han conservado. Arquímedes (287-212 a. C.) es el primero de una serie de geómetras posteuclídeos, que incluye a Hilbert (1862-1943), Oswald Veblen (1880-1960), y Tarski (1901-1983), que propusieron modificaciones de las axiomatizaciones de la geometría clásica. 
El método axiomático tradicional, a menudo llamado «método geométrico», realiza varias presuposiciones que ya no se aceptan comúnmente. El advenimiento de la geometría no euclídea fue especialmente importante a este respecto. Para algunos investigadores, el objetivo de reorganizar una ciencia preexistente se complementó o fue reemplazado por un nuevo objetivo: caracterizar o dar una definición implícita de la estructura del objeto de estudio de esa ciencia. Además, ulteriores innovaciones en lógica y fundamentos de la matemática, sobre todo el desarrollo de lenguajes formalizados sintácticamente precisos y de sistemas efectivos de deducción formal, incrementaron substancialmente el grado de rigor alcanzable. 
En concreto, la exposición axiomática crítica de un cuerpo de conocimiento científico no se considera ahora totalmente adecuada, por grande que sea su éxito en la consecución de los objetivos del método axiomático original, si no presenta la lógica subyacente (incluyendo el lenguaje, la semántica y el sistema deductivo). Por ésta y otras razones, la expresión «método axiomático» ha experimentado varias «redefiniciones», algunas de ellas muy débilmente conectadas con el significado original.